# Aechmea miniata
Espèce
Classification phylogénétique
Aechmea miniata est une espèce de plantes à fleurs de la famille des Bromeliaceae, endémique du Brésil.

## Synonymes
- Aechmea fulgens var. glomerata Regel[1] ;
- Lamprococcus miniatus Beer[1].

## Distribution
L'espèce est endémique de l'État de Bahia au Brésil.

## Description
L'espèce est épiphyte.